# アダルト産業医療健康財団
アダルト産業医療健康財団（Adult Industry Medical Healthcare Foundation; 略称AIM医療）は、かつてアメリカに存在した、アダルトビデオに出演する俳優がエイズや性感染症などに感染していないか検査を行なっていた組織である。1998年に元女優のシャロン・ミッチェルにより設立された。
2011年3月、AIMで検査を受けていた1万2000人に及ぶアダルトビデオ俳優の情報が流出した。芸名と一致した本名、住所、本当の生年月日などの個人情報や検査結果などの流出した。Porn Wikileaksというサイトはこの流出した情報を使用したサイトで俳優の電話番号や家族などの情報も収集されてしまっている。これを受けて一部の俳優はAIMをプライバシー侵害で訴え始めたため、同年5月にAIMは破産申請を行い事業を停止した。